# Kigilyakh
 (octobre 2022).
La mise en forme du texte ne suit pas les recommandations de Wikipédia : il faut le « wikifier ».
Les points d'amélioration suivants sont les cas les plus fréquents. Le détail des points à revoir est peut-être précisé sur la page de discussion.
- Les titres sont pré-formatés par le logiciel. Ils ne sont ni en capitales, ni en gras.
- Le texte ne doit pas être écrit en capitales (les noms de famille non plus), ni en gras, ni en italique, ni en « petit »…
- Le gras n'est utilisé que pour surligner le titre de l'article dans l'introduction, une seule fois.
- L'italique est rarement utilisé : mots en langue étrangère, titres d'œuvres, noms de bateaux, etc.
- Les citations ne sont pas en italique mais en corps de texte normal. Elles sont entourées par des guillemets français : « et ».
- Les listes à puces sont à éviter, des paragraphes rédigés étant largement préférés. Les tableaux sont à réserver à la présentation de données structurées (résultats, etc.).
- Les appels de note de bas de page (petits chiffres en exposant, introduits par l'outil «  Source ») sont à placer entre la fin de phrase et le point final[comme ça].
- Les liens internes (vers d'autres articles de Wikipédia) sont à choisir avec parcimonie. Créez des liens vers des articles approfondissant le sujet. Les termes génériques sans rapport avec le sujet sont à éviter, ainsi que les répétitions de liens vers un même terme.
- Les liens externes sont à placer uniquement dans une section « Liens externes », à la fin de l'article. Ces liens sont à choisir avec parcimonie suivant les règles définies. Si un lien sert de source à l'article, son insertion dans le texte est à faire par les notes de bas de page.
- La présentation des références doit suivre les conventions bibliographiques. Il est recommandé d'utiliser les modèles {{Ouvrage}}, {{Chapitre}}, {{Article}}, {{Lien web}} et/ou {{Bibliographie}}. Le mode d'édition visuel peut mettre en forme automatiquement les références.
- Insérer une infobox (cadre d'informations à droite) n'est pas obligatoire pour parachever la mise en page.

Pour une aide détaillée, merci de consulter Aide:Wikification.
Si vous pensez que ces points ont été résolus, vous pouvez retirer ce bandeau et améliorer la mise en forme d'un autre article.

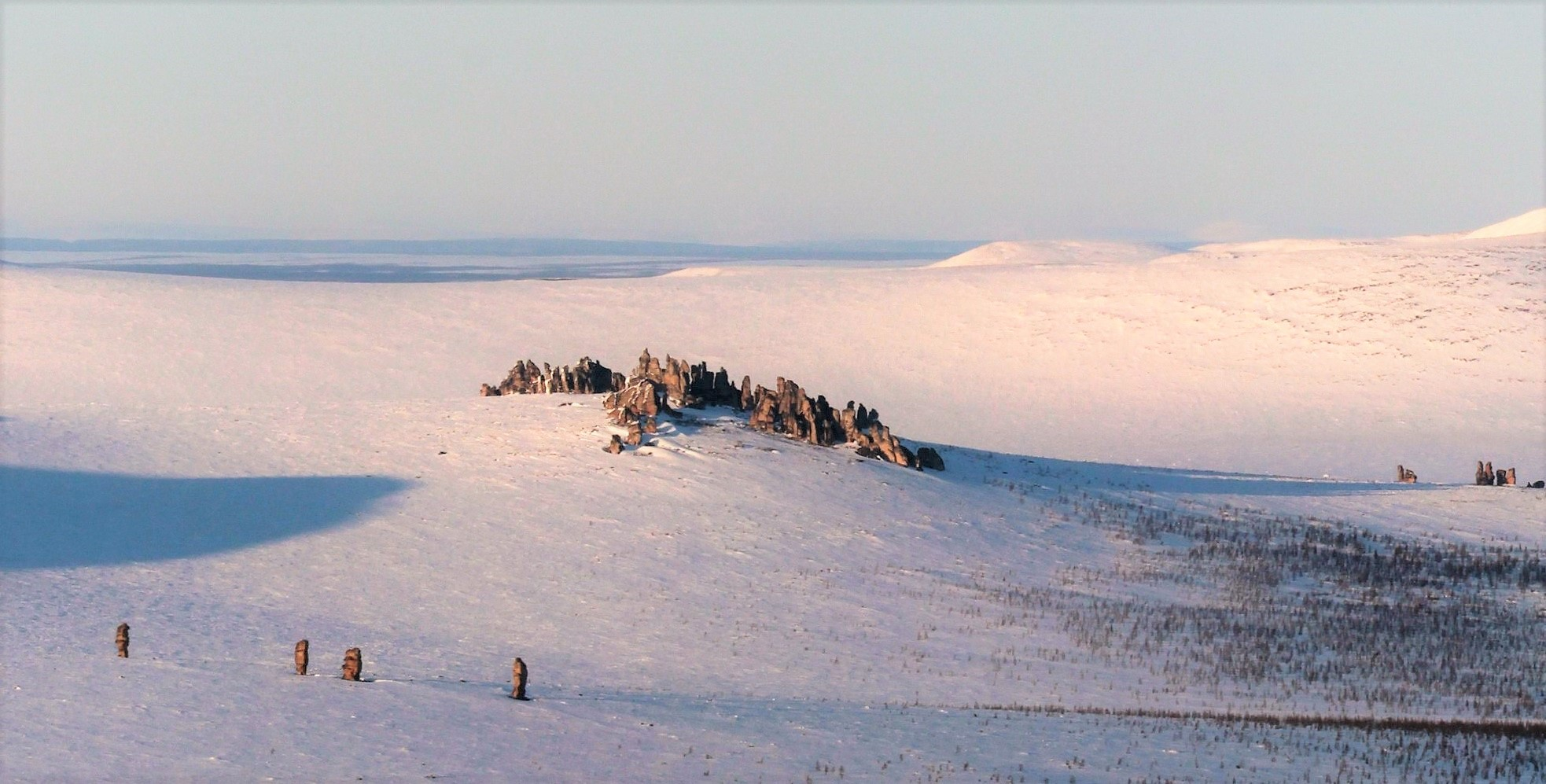
Kigilyakhs dans la chaîne d'Oulakhan-Sis

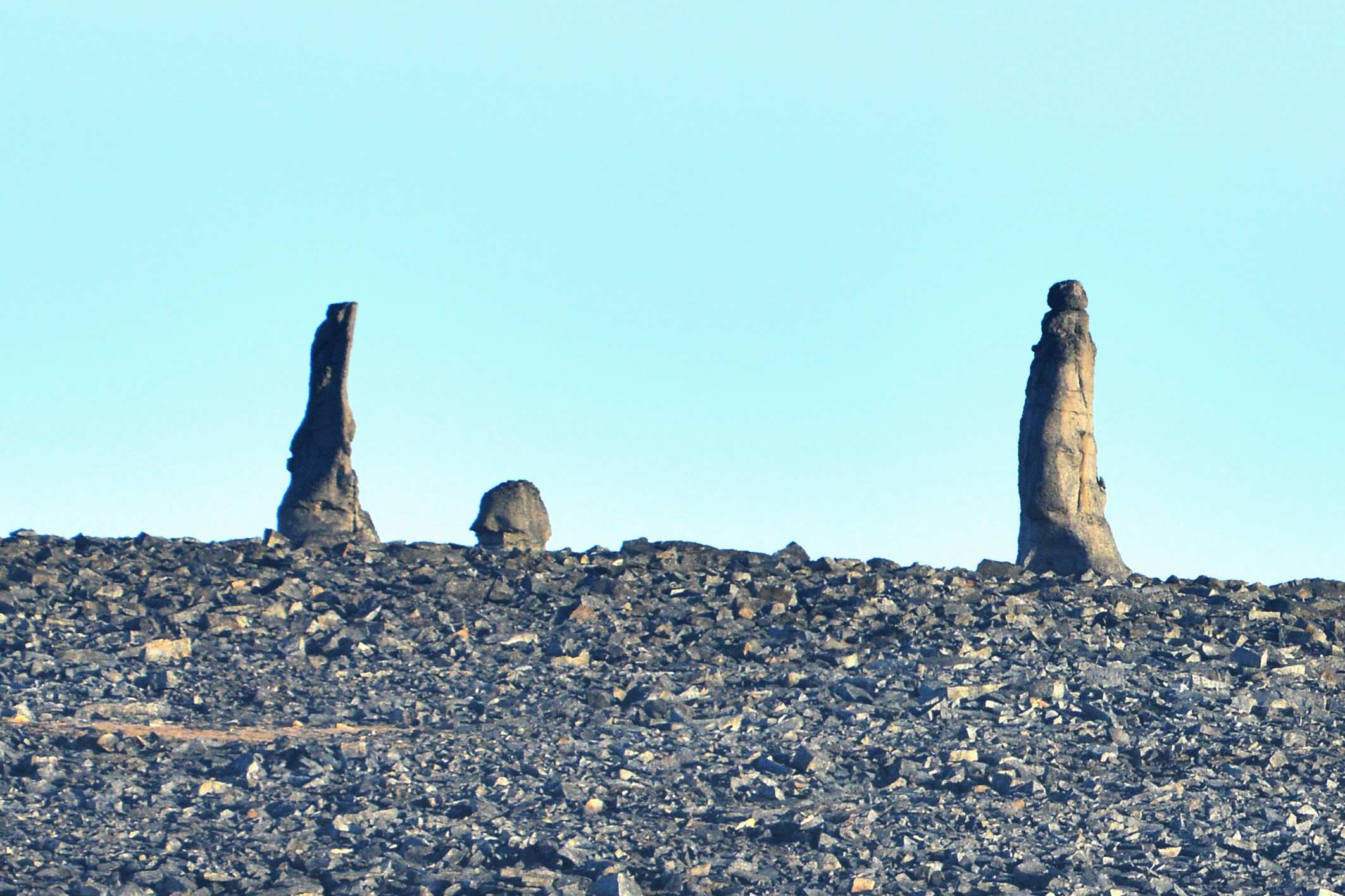
Kigilyakhs sur l'île de Chetyryokhstolbovoy, mer de Sibérie orientale

Kigilyakh ou kisiliyakh (russe : iakoute : киһилээх, signifiant « personne de pierre ») sont de hautes formations rocheuses naturelles en forme de piliers ressemblant à de grands monolithes debout plus ou moins isolés. Habituellement, ils sont composés de granit ou de grès façonné à la suite d'une altération cryogénique. La plupart des kigilyakhs se sont formés pendant la période du Crétacé et ont environ 120 millions d'années.

## Signification culturelle et étymologie
Ces piliers rocheux anthropomorphes sont une partie importante de la culture iakoute,. Souvent, ils sont légèrement dispersés, dépassant de la surface des montagnes lisses et donnant l'impression d'une foule debout. Selon les légendes yakoutes, les kigilyakhs naissent de peuples très anciens.
Le mot iakoute "kisiliy" signifie « un endroit où il y a des gens ». Kisilyakh signifie « montagne ayant un homme » ou « montagne mariée ». Le terme "kigilyakh" provient d'une déformation du mot iakoute original "kisilyakh".

## Emplacements
Ces pierres se trouvent dans différents endroits de Sakha (Yakoutie), en Russie, principalement dans la plaine de Sibérie orientale :
- Plateau d'Alazeya
- Plateau d'Anabar
- Péninsule de Kigilyakh, avec le mont Kigilyakh et le cap Kigilyakh, la Grande Lyakhov, les Îles de Nouvelle-Sibérie
- Chaîne de Kisilyakh, appartenant aux Monts Tcherski
- Kisilyakh-Tas, une montagne isolé située dans la plaine de Kolyma, environ à 160 kilomètres de la côte de la mer de Sibérie orientale, sur la rive droite de l'Alazeïa
- Kyun-Tas
- Île de Chetiryokhstolbovoï, les Îles Medveji, mer de Sibérie orientale
- Îles de Nouvelle-Sibérie
- Hauts plateaux de Yana-Oymyakon
- Chaîne de Polousny
- Île Stolbovoï, Mer des Laptev
- Chaîne de Suor Uïata
- Oulakhan-Sis

En dehors de la Yakoutie, des formations similaires se trouvent sur l'île de Popova-Chukchina et le plateau de Putorana, dans le kraï de Krasnoïarsk.

## Histoire
Ferdinand Wrangel a rendu compte des kigilyakhs sur Chetyryokhstolbovoï, une île des îles Medveji dans la mer de Sibérie orientale. Il visita l'île lors de son expédition de 1821-1823 et lui donna son nom ( Chetyryokhstolbovoï signifiant « quatre piliers »). Les kigilyakhs de l'île de Chetyryokhstolbovoï mesurent environ 15 mètres de haut.
À l'époque soviétique, sur la péninsule de Kigilyakh, à l'extrémité ouest de l'île Grande Lyakhov, l'une des îles de Nouvelle-Sibérie, Vladimir Voronin, alors responsable de la station polaire sur l'île, a vu un gros rocher dressé qui avait été fortement érodé et qui a donné son nom à la péninsule.